# سرجیو مورائس
سرجیو مورائس (انگلیسی: Sérgio Moraes؛ زادهٔ ۲۳ ژوئیهٔ ۱۹۸۲) ورزشکار هنرهای رزمی ترکیبی اهل برزیل است. وی از سال ۲۰۰۶ میلادی تاکنون مشغول فعالیت بوده‌است.